# Pont de Bressoux
De Pont de Bressoux is een brug over het Afwateringskanaal Luik en de Maas, die Bressoux verbindt met de Luikse wijk Outremeuse.
Vanaf 1878 werden beide stadsdelen verbonden door een voetbrug, de Passerelle de la Chartreuse genaamd. Deze brug werd in 1880 vernield door een overstroming. In 1898 werd een nieuwe brug geopend, nu ook geschikt voor de passage van trams. Deze brug werd reeds Pont de Bressoux genoemd.
Deze brug werd in 1976 vervangen door een nieuwe brug die het mogelijk maakte dat het verkeer langs de kades onder de opritten van de brug kon worden geleid. Deze brug rust op uitkragende liggers.